# Калягін Олександр Олександрович
Олекса́ндр Олекса́ндрович Каля́гін (рос. Алекса́ндр Алекса́ндрович Каля́гин; нар. 25 травня 1942, Малмиж, Кіровська область, Російська РФСР) — радянський і російський актор театру і кіно, театральний режисер і педагог.

## Біографія
Народився 25 травня 1942 року в родині Олександра Георгійовича Калягіна (1895—1943), декана історичного факультету Московського обласного педагогічного інституту, і викладача французької мови Юлії Миронівни Зайдеман (1901—1973), єврейки за національністю.
Батько помер через рік після народження сина, мати виховувала його одна. 1959 закінчив медичне училище за спеціальністю акушер; протягом двох років працював фельдшером на «швидкій допомозі».
1965 Калягін закінчив Театральне училище ім. Б. Щукіна і прийнятий до трупи Театру на Таганці. Однак незабаром відчув, що не зможе працювати з Юрієм Любимовим і 1967 перейшов в Театр ім. М. Н. Єрмолової.
Працював в Московському Художньому академічному театрі імені Максима Горького.
1970 Олег Єфремов запросив Калягіна у театр «Современник», проте сам незабаром пішов у МХАТ. 1971 слідом за Єфремовим перейшов у МХАТ і Калягін.

### Ролі
Серед найкращих ролей, зіграних ним на сцені, — Тригорін у чеховській «Чайці», Полуорлов в п'єсі М. Рощина «Старий новий рік», Льоня Шіндін в п'єсі «Ми, що нижче підписалися» О. Гельмана, Оргон в мольєрівському «Тартюфі», Федя Протасов у «Живому трупі» Л. Толстого.
Після розколу МХАТу 1987 Калягін залишився з Єфремовим в театрі, що отримав назву МХТ ім. Чехова, але 1991 покинув його. 1992 створив власний театр — «Et Cetera», який очолює і тепер.

### Робота в кіно
У кіно Олександр Калягін знімається з 1967 року, найбільш відома роль — Бабс Баберлей (донна Роза д'Альвадорец) у фільмі 1975 «Здрастуйте, я ваша тітка!».
Знімається у кіно з 1967 р. (фільми: «Свій серед чужих, чужий серед своїх», 1974; «Раба любові», 1976; «Незакінчена п'єса для механічного піаніно», 1977; «Допит», 1979, Державна премія РРФСР, 1981 та ін.).

## Калягін та Україна
Грав в українських стрічках:
- «Заячий заповідник» (1974),
- «Фантазії Веснухіна» (1976, т/ф),
- "Лавка «Рубінчик і…» (1992).

На початку березня 2014 року, напередодні російської збройної агресії проти України був впевнений, що війни між Росією й Україною не буде, а причиною подій на Сході назвав спробу Верховної Ради скасувати мовні закони. Також, він вірив, що Путін не допустить війни і згадав, як приємно його завжди зустрічали в Україні. 10 травня закликав сепаратистів відпустити його українських колег — театрального режисера Павла Юрова, а також художника, волонтера й артиста Дениса Грищука, які потрапили в полон під Слов'янськом 25 квітня.
Фігурант бази даних центру «Миротворець» як особа, що становить загрозу національній безпеці України і міжнародному правопорядку.
Підтримав вторгнення Росії в Україну.

## Нагороди
- 1983 отримав звання народного артиста РСФРР, лауреат державних премій за працю в театрі і кіно.
- 1996 Калягіна обрано головою Союзу театральних діячів РФ.

## Фільмографія
Знімався в більше, ніж 60 фільмах.
- 1971 — «Передчасна людина»
- 1972 — Заячий заповідник
- 1972 — П'ятнадцята весна — Астахов
- 1972 — Записки Піквікського клубу (режисер О. Прошкін) — містер Семюел Піквік
- 1973 — Кожен день доктора Каліннікова
- 1973 — «Чорний принц» — Бійчук Данило Аркадійович (Даник)
- 1973 — Відкрита книга
- 1974 — Ніч помилок (телевистава) — містер Гарткестль
- 1974 — «Свій серед чужих, чужий серед своїх» — Ванюкін
- 1974 — Чудо з кісками
- 1975 — Варіант «Омега» — штурмбанфюрер СС Франц Маґґіль
- 1975 — Здрастуйте, я ваша тітка! — Бабс Баберлей
- 1975 — Ярослав Домбровський — полковник Тучолко
- 1976 — Раба любові — Олександр Олександрович Колягін (саме Колягін), режисер
- 1976 — Життя і смерть Фердинанда Люса — Шварцман, продюсер
- 1976 — Підранки — Денис Шматков
- 1976 — Принцеса на горошині — Король
- 1977 — Засідання парткому
- 1977 — Незакінчена п'єса для механічного піаніно — Платонов
- 1977 — «У профіль і анфас» — Микола Петрович Чередниченко
- 1977 — Лялька / Lalka (Польща) — російський купець
- 1977 — «Сум'яття почуттів» — Віктор Семенович, батько Наді
- 1977 — «Фантазії Веснухіна» — Микола Олегович, директор школи
- 1978 — Гравці — Іхарєв
- 1978 — Діти як діти — Ігор
- 1979 — Вірою і правдою — Владик Мінченко
- 1979 — Допит — Сейфі Ганієв
- 1980 — Маленькі звірятка Антоні ван Левенгука (науково-популярний фільм)
- 1980 — Адам одружується на Єві — адвокат
- 1980 — Призначення
- 1980 — Старий Новий рік — Петро Полуорлов
- 1981 — І з вами знову я… — Василь Андрійович Жуковський
- 1981 — Перед зачиненими дверима — Дашдаміров
- 1981 — Казка, розказана вночі — Міхель
- 1981 — Езоп — Езоп
- 1983 — Дещо з губернського життя — Хірін, бухгалтер
- 1983 — Парк — Гена
- 1984 — Мертві душі — Павло Іванович Чичиков
- 1984 — Прохіндіада, або Біг на місці — Олександр Олександрович Любомудров
- 1985 — Подружка моя
- 1985 — Золота рибка — оповідач
- 1986 — Остання дорога — Василь Андрійович Жуковський
- 1987 — Крейцерова соната — адвокат
- 1987 — Інше життя — Фаріз Амірович Рзаєв
- 1988 — Велика гра — Соломон Шор
- 1988 — Життя Клима Самгіна — Митрофанов
- 1989 — Васька — Каганович
- 1989 — Комедія про Лісістрату — Радник
- 1990 — Ми дивно зустрілися
- 1991 — Справа Сухово-Кобиліна
- 1991 — Рукопис
- 1992 — Як живете, карасі?
- 1992 — Ключ — Семен Сидорович, адвокат
- 1992 — Лавка «Рубинчик» і …
- 1993 — Діти чавунних богів — майстер
- 1994 — Прохіндіада 2 — Олександр Олександрович Любомудров
- 1998 — Чехов і Ко (1, 5, 8 серії) — три ролі
- 2002 — «Леді на день» — Генрі Блейк, шахрай
- 2003 — Бульварна пригода — Жільбер
- 2004—2005 — Бідна Настя — Василь Андрійович Жуковський
- 2007 — Руд і Сем — Сем